# Marie Brabantská (1256)
Marie Brabantská (německy Maria von Brabant; 1226 – 18. ledna 1256, Donauwörth) byla bavorská vévodkyně a rýnská falckraběnka popravená pro údajné cizoložství svým vlastním manželem.

## Život
Narodila se jako jedno z mnoha dětí brabantského vévody Jindřicha II. a Marie, dcery zavražděného římského krále Filipa. 2. srpna 1254 se v Landshutu provdala za bavorského vévodu Ludvíka II., svého vrstevníka. V lednu roku 1256 byl vévoda dle pověsti dočasně nepřítomen a Marie plná stesku mu napsala dopis, ve kterém jej vyzývala k brzkému návratu. Zároveň napsala i hraběti z Kyburgu a žádala jej, ať uspíší manželův návrat. Slibovala mu ve dvorském duchu té doby, že mu vyplní jeho přání. Posel však dopisy zaměnil a vévodovi se dostal do ruky list určený hraběti z Kyburgu. Žárlivý vévoda nešťastného posla probodl a spěchal domů. Obětí jeho prchlivosti se prý stala i manželčina dvorní dáma, kterou nechal shodit z hradeb a nakonec i samotná Marie. Byla pohřbena v klášterním kostele v Donauwörthu.
Za svůj ukvapený čin se vévoda hluboce kál a na věčnou památku své manželky Marie Brabantské založil cisterciácký klášter Fürstenfeld nedaleko Mnichova.